# Gentium
Gentium（在拉丁语中為「萬國」之意）是一個Unicode的有襯線體字体，由Victor Gaultney所設計。Gentium字型是自由及开放源代码軟體，以SIL开源字体授权 (OFL) 釋出，允許修改與再散佈。Gentium對使用拉丁字母、希臘字母、西里爾字母及國際音標的語言有著相當廣泛的支援。Gentium Plus變種於2010年11月釋出，現在包含了超過5500個字形以及透過OpenType及Graphite所支援的進階印刷功能。

## 歷史與變種

### Gentium 與 GentiumAlt
Gentium的原始版本定義了大約1500個字形，其包含了大多數在世界各地使用的拉丁字母，也包含了單調正寫法及多調正寫法的希臘字母，設計是以與拉丁文之流線調和為主。Gentium也有一個稱作GentiumAlt ("Gentium Alternative")的變體，其包含了較扁平的變音符號來改善有多個變音符號字母之外觀，以及類似於反轉的短音符的揚抑符。
2003年，Gentium字型贏得了国际文字设计协会的前五年最佳設計之一。

### Gentium Basic字型
2007年11月，Gentium Basic與Gentium Book Basic字型釋出，包含了四種Gentium字型的樣式：正規、斜體、粗體以及粗斜體。Gentium Basic與先前的Gentium字型有著相同的字重，而Gentium Book Basic則被設定為有著稍厚的字重以便用於在小字級的書上印刷出版，或是其他某些印刷條件。雖然這些字型包含了粗體及粗斜體變體，它們並不包含完整的字形，特別是大多數的希臘字母。這些字型被稱為正在Beta版階段，並在完整的粗體與粗斜體字元集開發時提供了一個供一般應用的粗體字重。

### Gentium Plus字型
更新版本的斜體及Roman體稱為Gentium Plus，其包含了完整的擴展拉丁字母、國際音標、希臘字母、西里爾字母，於2010年11月釋出。Gentium Plus變體包含了額外的3800個字形，包含了西里爾字母與國際音標，並在2010年版本中加入Gentium Plus。又在不久後釋出了一個稱為“Gentium Plus Compact”的字型，其為了一些美觀的原因有著更緊湊的字距。Gentium Plus與Gentium Plus Compact均包含了超過5500個字形的正規與斜體變種。
自Gentium Plus字型的首次釋出開始，此專案的焦點轉移至完成Gentium Plus字族的粗體與粗斜體字重，同時也建立了一個稱為“Gentium Book Plus”的字族，其有著較厚的字重，可能會在小字級中較有用。這些是目前在Gentium Basic與Gentium Book Basic字型中所提供的字重。

## 開放原始碼開發
此專案目前歡迎它的使用者對專案的開發進行貢獻。Gentium在2005年11月28日以SIL开源字体授权釋出。其他使用OFL授權釋出的字體包含了Charis SIL與Doulos SIL。

## 外部連結
- Gentium — 萬國字體 （页面存档备份，存于）
- SIL开源字体授权 (OFL)（页面存档备份，存于）
- 給LaTeX使用的Gentium：非官方軟體包、如何安裝與如何使用